# Семпульно-Краєнське
Семпульно-Краєнське (пол. Sępólno Krajeńskie, нім. Zempelburg) — місто в північній Польщі, на річці Семпольна.
Адміністративний центр Семполенського повіту Куявсько-Поморського воєводства.

## Демографія
Демографічна структура станом на 31 березня 2011 року:
|          | Загалом | Допрацездатний вік | Працездатний вік | Постпрацездатний вік |
| -------- | ------- | ------------------ | ---------------- | -------------------- |
| Чоловіки | 4496    | 899                | 3153             | 444                  |
| Жінки    | 4840    | 876                | 2931             | 1033                 |
| Разом    | 9336    | 1775               | 6084             | 1477                 |